# Winfield (Alabama)
Winfield es una ciudad ubicada en los condados de Marion y Fayette en el estado estadounidense de Alabama. En el año 2000 tenía una población de 4540 habitantes y una densidad poblacional de 107,8 personas por km².

## Geografía
Winfield se encuentra ubicada en las coordenadas 33°55′42″N 87°48′29″O / 33.92833, -87.80806 (33.928258, -87.807990). Según la Oficina del Censo, la localidad tiene un área total de 33,3 km² (12,857142857143 mi²), de la cual 33,1 km² (12,779922779923 mi²) es tierra y 0,2 km² (0 mi²) (0.62%) es agua.

## Demografía
Según la Oficina del Censo en 2000 los ingresos medios por hogar en la localidad eran de $31,317, y los ingresos medios por familia eran $38,545. Los hombres tenían unos ingresos medios de $32,734 frente a los $21,184 para las mujeres. La renta per cápita para la localidad era de $15,814. Alrededor del 14,1% de la población estaban por debajo del umbral de pobreza.